# Anton Rašla
Anton Rašla (15. září 1911 Pavlice – 17. května 2007 Bratislava) byl slovenský vojenský prokurátor a právník, jeden ze tří prokurátorů při procesu s Jozefem Tisem, po válce též poslanec Slovenské národní rady.

## Biografie
V roce 1942 působil jako vojenský soudce při polním soudu v Žytomyru na Ukrajině, u zajišťovací divize slovenské armády, která se tehdy podílela na tažení do Sovětského svazu. Měl přezdívku Džugo. Už tehdy ale spolupracoval s odbojem. Pomohl například zajistit tajný byt pro komunistického odbojáře Júlia Ďuriše, jenž byl hledán slovenskou tajnou službou. Ve svých vzpomínkách to uvádí Ladislav Šimovič, poválečný československý diplomat a státní úředník, osobní účastník dobových schůzek s Rašlou.

### Prokurátorem v procesu s Jozefem Tisem
Generál JUDr. Anton Rašla byl polním prokurátorem SNP a po válce jedním ze tří prokurátorů při procesu s Jozefem Tisem. Měl v něm na starosti vojenskou část obžaloby. Při přípravě procesu doporučoval z obžaloby vyjmout obvinění z podílu na Tisově rozbití republiky v roce 1939. Poukazoval na to, že tento bod může Tisa stavět do role bojovníka za práva Slováků a práva na slovenský stát. Během samotného procesu mimo jiné přednesl závěrečnou řeč. Po rozsudku byl proti udělení milosti.

### Další poválečná kariéra
Na základě výsledků parlamentních voleb roku 1946 byl zvolen do Slovenské národní rady. Mandát ovšem nabyl až dodatečně, poslanecký slib složil v listopadu 1946. V SNR zasedal za KSS. Opětovně byl za poslance SNR zvolen ve volbách roku 1948.
V poslední době se připomíná Rašlův podíl na odsouzení masového vraha Karola Pazúra, kterého dosáhl i přes odpor některých komunistických pohlavárů, jmenovitě zejména Bedřicha Reicina.

### Podíl na politických procesech po roce 1948
Na přelomu 40. a 50. let byl žalobcem v řadě vykonstruovaných procesů vůči lidem nepohodlným komunistickému režimu, včetně takových, ve kterých byly vyneseny rozsudky smrti. Rašla byl hlavním prokurátorem v procesu, v němž byli tři členové Bílé legie (Anton Tunega, Eduard Tesár a Albert Púčik) odsouzeni na doživotí. Rašla se proti rozsudku odvolal a nejvyšší soud jeho odvolání vyhověl a odsoudil všechny tři k trestu smrti. Rašla se až do konce života považoval v této věci za „nevinného a nezúčastněného“. Tvrdil, že dotyční byli zakuklení ľuďáci, kteří chtěli vrátit na Slovensko totalitní režim z let 1939–1945, že o definitivní verzi rozsudku rozhodla tzv. Bezpečnostní pětka v Bratislavě, na jejíž doporučení Nejvyšší soud v Praze uložil tresty smrti, že on sám se sice proti rozsudku odvolal, ale výslovně při odvolání trest smrti neuvedl (ale že se nechce vymlouvat), že dotyční byli uměle vytvoření mučedníci a že za jeho obviňováním je msta ľuďáků za to, že dostal na šibenici Tisa.

### Obětí stranických čistek a následná rehabilitace
Již od roku 1949 se na něj samotného začala soustřeďovat pozornost v rámci komunistické strany, kde se objevovaly náznaky počínající kampaně proti takzvanému buržoaznímu nacionalismu. Na podzim 1949 dal Karel Šváb pokyn Státní bezpečnosti, aby rozpracovala případ Husáka, Novomestského a Rašly. V roce 1954 byl Rašla odsouzen ve vykonstruovaném procesu pro údajnou spolupráci s cizími zprav. službami (CIC) k doživotnímu odnětí svobody. Po rehabilitaci, které dosáhl roku 1963, pracoval až do důchodu na Katedře trestního práva Právnické fakulty Univerzity Komenského v Bratislavě. Poté ještě působil do roku 1984 na Katedře trestního práva na Univerzitě Pavla Jozefa Šafárika v Košicích. Po roce 1989 vydal několik memoárových titulů.
V roce 1968 se vyjádřil kriticky o pokusech některých slovenských intelektuálů o rehabilitaci Jozefa Tisa a Slovenského štátu.

## Knihy
- Tiso a povstanie (Pravda, Bratislava, 1947)
- Civilista v armáde (Vydavateľstvo politickej literatúry, Bratislava, 1967)
- Neporazená armáda (Obzor, 1969)
- Ľudové súdy v Československu po II. svetovej vojne ako forma mimoriadneho súdnictva (Vydavateľstvo SAV, 1969)
- Polní prokurátor vzpomíná (Naše Vojsko, Praha, 1970)
- Proces s dr. J. Tisom. Spomienky obžalobcu Antona Rašlu a obhajcu Ernesta Žabkayho (Tatrapress, Brat. 1990)
- Inkvizícia nezomiera (Obzor, Bratislava, 1991)
- Spomienky spoza mreží (Vidas, Banská Bystrica, 1998)
- Zastupoval som československý štát (Privatpress, Prešov, 1999)

## Vyznamenání
- Československý válečný kříž 1939
- Československá medaile Za chrabrost před nepřítelem
- Československá medaile za zásluhy I. stupně
- Řád Slovenského národního povstání 1. třídy
- Řád bratrství a jednoty (Jugoslávie) I. třídy
- Medaile Za vítězství nad Německem 1941–1945[12] (SSSR)